# Резня в Вирияму
Резня в Вирияму или Операция Мароска — массовое убийство гражданского населения в деревне Вирияму в Мозамбике португальскими солдатами в декабре 1972 года.
16 декабря 1972 года 6-я португальская рота мозамбикских коммандос убила жителей деревни Вирияму в районе Тете. Солдаты убили от 150 (по данным Красного Креста) до 300 (согласно гораздо более позднему расследованию португальской газеты «Expresso» на основании показаний солдат) жителей деревни, обвиняемых в укрытии партизан ФРЕЛИМО.
Акция, получившая название «Операция Мароска», была спланирована по инициативе агентов ПИДЕ и проводилась агентом Чико Качави, который позже был убит, когда проводилось расследование событий. Этот агент сказал солдатам, что «приказано убить их всех», не говоря уже о том, что были обнаружены только мирные жители, включая женщин и детей. Все жертвы были гражданскими лицами.

## Последствия
В июле 1973 года о резне рассказали британский католический священник отец Эдриан Гастингс и два других испанских священника-миссионера. Позднее встречные претензии были представлены в отчете архиепископа Дар-эс-Салама Лауреана Ругамбва, в котором утверждалось, что убийства были совершены комбатантами ФРЕЛИМО, а не португальскими войсками. Кроме того, существовали утверждения, что предполагаемые массовые убийства, совершенные португальскими вооруженными силами, были сфабрикованы, чтобы запятнать репутацию португальского государства за рубежом. Португальский журналист Фелисия Кабрита подробно реконструировал резню в Вирияму, взяв интервью у выживших и бывших членов коммандос португальской армии, подразделения, которое устроило резню. Отчет Кабриты был опубликован в португальской еженедельной газете «Expresso», а затем в книге, содержащей несколько статей журналиста.